# Estructura económica
El concepto de estructura económica comprende la relación entre los diversos sectores de la economía especialmente entre los tres sectores principales, conocidos como primario, secundario, terciario. En el sector primario se incluyen aquellas actividades cuyos productos se obtienen directamente de la naturaleza: la agricultura, la ganadería, la pesca, la explotación forestal, y la minería (aunque el sector minero tiene características tanto de sector primario como de sector secundario, y la tendencia en tiempos recientes es a considerarlo como un sector industrial). El sector secundario por su parte, agrupa las actividades que transforman o elaboran los productos de la naturaleza, como ser fundamentalmente la industria y la construcción. El sector terciario o sector servicios no se ocupa de productos o bienes materiales, sino de servicios; estos cubren desde el servicio doméstico y personal hasta los servicios financieros y comerciales, profesionales y estatales.
La estructura económica es un concepto polisémico de las ciencias sociales. El término se acuñó inicialmente por Marx como "base" o "infraestructura" económica por oposición a la "superestructura" político-ideológica.

Cita: La totalidad de esas relaciones de producción constituye la estructura económica de la sociedad, la base [Basis] real sobre la cual se alza un edificio [Uberbau] jurídico y político, y a la cual corresponden determinadas formas de conciencia social.
Una contribución a la crítica de la economía política.

Desde el punto de vista microeconómico (la perspectiva de los agentes económicos individuales), la estructura económica está compuesta por el conjunto de bienes y derechos de una empresa.
En cuanto a la formación de recursos humanos, puede señalarse que es habitual denominar como "Estructura económica" o "Estructuración económica", a algunos departamentos universitarios de las facultades de ciencias económicas.
Por ejemplo, Ramón Tamames tituló Fundamentos de estructura económica, Estructura económica de España y Estructura económica internacional, a sus principales obras.